# 杨丹 (主持人)
杨丹（1973年11月1日—），中国中央电视台天气预报节目主持人、中国气象局公共气象服务中心气象影视中心播音主持副首席，主持CCTV-1、CCTV-13《新闻联播天气预报》和CCTV-2《第一印象》节目。她曾在中国大陆的第三个“防灾减灾日”中被聘为「国家防灾减灾宣传大使」，曾获全国三八红旗手荣誉称号。
杨丹担任天气预报主持人二十余年来，容貌几无变化，被网友称为“冻龄女神”。